# Messier 85
Messier 85 (também conhecida como M85 ou NGC 4382) é uma galáxia lenticular na constelação de Coma Berenices. Foi descoberta por Pierre Méchain em 4 de março de 1781. Está a uma distância de 60 milhões de anos-luz e tem 125,000 anos-luz de comprimento.

## Descoberta e visualização
A galáxia lenticular foi descoberta pelo astrônomo francês Charles Messier em 4 de março de 1781. 14 dias depois, seu colega de observatório, Charles Messier, decidiu realizar um empreendimento de observações de nebulosas que estavam naquela região da esfera celeste, na constelação de Virgem. Em apenas uma única noite, catalogou oito galáxias, incluindo M85, além de um aglomerado globular, Messier 92.

## Características

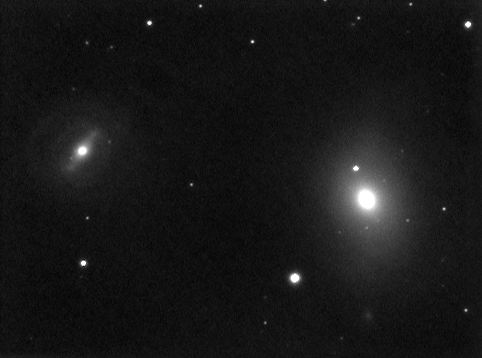
Messier 85, Ole Nielsen

É uma galáxia lenticular luminosa, semelhante em muitos aspectos com sua companheira de aglomerado, Messier 84. Consiste-se de uma população estelar basicamente velha, constituída apenas de estrelas amareladas. Seu diâmetro aparente é de 7,1 x 5,2 minutos de arco em astrofotografias de longa exposição, implicando um diâmetro real de 125 000 anos-luz, considerando sua distância de 60 milhões de anos-luz em relação à Terra, como qualquer outro membro do aglomerado.
Está a apenas 130 000 anos-luz de outra galáxia, NGC 4394, uma galáxia espiral barrada, e com uma pequena galáxia elíptica chamada MCG 3-32-38. Todas estão se afastando do Sistema Solar a uma velocidade de 700 km/s.
Apenas uma supernova, tipo I, foi observada em M85, a SN 1960R, descoberta em 20 de dezembro de 19670, alcançando uma magnitude aparente máxima 11,7.